# Північна Корея та зброя масового знищення
Північна Корея має військову програму ядерної зброї, і станом на початок 2020 року, за оцінками, вона має арсенал із приблизно 30-40 одиниць ядерної зброї та достатнє виробництво розщеплюваного матеріалу для шести-семи ядерних одиниць на рік. Північна Корея також накопичила значну кількість хімічної та біологічної зброї. У 2003 році Північна Корея вийшла з Договору про нерозповсюдження ядерної зброї (ДНЯЗ). З 2006 року країна провела шість ядерних випробувань із підвищенням рівня кваліфікації, що спричинило запровадження санкцій.

## Історія
Північна Корея виявляла інтерес до розробки ядерної зброї з 1950-х років. Ядерну програму можна відстежити приблизно з 1962 року, коли Північна Корея взяла на себе зобов'язання, що вона назвала «всезміцненням», що стало початком сучасної гіпермілітаризованої Північної Кореї. У 1963 році Північна Корея звернулася до Радянського Союзу з проханням про допомогу в розробці ядерної зброї, але отримала відмову. Радянський Союз погодився допомогти Північній Кореї розробити програму мирної атомної енергії, включаючи підготовку вчених-ядерників. Пізніше Китай, після ядерних випробувань, так само відхилив прохання Північної Кореї про допомогу в розробці ядерної зброї.